# Rue des Colonies
La rue des Colonies (en néerlandais : Koloniënstraat) est une rue déclive du centre de Bruxelles-ville, à proximité de la gare de Bruxelles-Central, de la cathédrale Saints-Michel-et-Gudule et du parc de Bruxelles. Elle forme une courbe, commençant au nord-est avec la fin de la rue de la Loi et se termine au sud-ouest avec le Cantersteen. La rue des Colonies accuse un dénivelé d'environ 15 mètres de son début à sa fin.

## Histoire
La rue des Colonies est creusée entre 1908 et 1909. Elle est ouverte au public le matin du 27 juin 1909. Elle est nommée ainsi "en souvenir de l'annexion du Congo", quand le 15 novembre 1908, l'État indépendant du Congo, propriété privée du roi Léopold II, est annexé par la Belgique en tant que colonie.
La forme plurielle du nom de cette rue a étonné à l'époque de son creusement. Dans Le Soir, à travers une chronique bruxelloise, l'on s'étonne que le bourgmestre Émile De Mot ait fait imprimer un "s" au bout du mot "colonies", en argumentant que la Belgique n'a qu'une seule colonie : le Congo. Le nom "rue coloniale" aurait donc semblé plus approprié.

## Accès
| ___ | Ce site est desservi par les stations de métro : Gare Centrale et Parc. |